# Tapet
Tapet er en dekorativ vægbeklædning af papir, plast, tekstiler, træ eller læder.
Tapeter var oprindelig vævede tæpper, der til vægbeklædning indførtes til Europa fra Orienten, og som snart blev kopieret i Europa. I Frankrig og Italien navnlig af silke og i Belgien af uld, arrazzi. De afløstes af de forskellige gobeliner og af knyttede savonnerietæpper, der var direkte efterligninger af de persiske og tyrkiske knyttede tæpper.
Imidlertid var man allerede i 11. århundrede i Spanien begyndt at benytte lædertapeter, og herfra stammede brugen af tapet af gyldenlæder. I det 18. århundrede blev de efterhånden fortrængt af tapeter af silke og papir. De fleste tapeter er af vinyl eller papir.
Papirtapeter fremstilles sædvanligvis i ruller på 10–11 m og en bredde af ca. 0,5 m, eller som smallere borter, sjældnere som afpassede stykker. Til fremstillingen benyttes hvidt eller flerfarvet papir, hvis art retter sig efter prisen på det færdige produkt. Papiret bliver først, når undtages de allerbilligste sorter, grunderet, ɔ: overtrukket på forsiden med en farve, der skal give en jævn overflade, hvorefter følger en kalandring, satinering (glatning), gaufrering (prægning) eller lignende (sammenlign med appretur). Farvemønstrene påtrykkes sædvanligvis med valsetrykmaskiner –  sammenlign i øvrigt buntpapir.
Der findes fløjls-, uld- eller velourtapeter, som over det hele eller i bestemte mønstre er overtrukket med et tyndt lag uldstøv. På de steder, som skal velouteres, påtrykkes en sej linoliefernis, hvorefter tapetet anbringes i en lang kasse, i hvilken uldstøvet holdes svævende, således at det efterhånden klæber sig fast i fernissen. Forgyldte og forsølvede tapeter fremstilles ved påtrykning af brokat. Ved fernisering fremstilles tapet, der tåler afvaskning. Foruden at man ved påtrykning af farvemønstre søger at efterligne de forskellige træsorter, fremstilles også virkelige trætapeter af ganske tyndt finer, der limes fast på stærkt, sejt papir. Det er vigtigt ved fabrikationen, at de benyttede farver ikke er så arsenholdige, at de færdige tapeter kommer til at indeholde mere end et spor af arsen.
I 1960'erne lukkede de sidste tapetspecialbutikker i Danmark: Ohls, Dahls og Frænkels i København.
Først 40 år senere er der igen interesse for tapeter. Nu er der efterspørgsel efter udenlandske (især engelske og franske) tapeter. Der findes ikke længere industrier i Danmark. I Svaneke fremstilles der håndværkstapeter.

## Galleri
| |
| - Tapeter i Møntmestergården, Den Gamle By, Aarhus - Tapet i Møntmestergården, Den Gamle By, Aarhus - Tapet i Møntmestergården, Den Gamle By, Aarhus |

| Tapeter fra Arts- & Craft-bevægelsen |
| - John Henry Dearle: Artiskoktapet for William Morris & Co. o. 1897 - William Morris: Akantustapet, 1875 - Walter Crane: Swan and Rush and Iris, 1875 |

| Tapetsymboler                                                       |
| - Påfør klister på tapetet - Vaskbart tapet - Kan fjernes uden vand |